# جان کارادین
جان کارادین (انگلیسی: John Carradine؛ زاده ۵ فوریهٔ ۱۹۰۶ –  درگذشته ۲۷ نوامبر ۱۹۸۸) هنرپیشه اهل ایالات متحده آمریکا بود. وی بین سال‌های ۱۹۳۰ تا ۱۹۸۷ میلادی فعالیت می‌کرد.

## فیلم‌شناسی
- مرد نامرئی (۱۹۳۳)
- شکوه صبح (۱۹۳۳)
- ماری ملکه اسکاتلند (۱۹۳۶)
- چهار مرد و یک نیت خیر (۱۹۳۸)
- طبل‌ها با چرخش پا (۱۹۳۹)
- درنده باسکرویل (۱۹۳۹)
- دلیجان (۱۹۳۹)
- خوشه‌های خشم (۱۹۴۰)
- مرداب (۱۹۴۱)
- تعقیب تبهکار (۱۹۴۱)
- مجنون هیتلر (۱۹۴۳)
- ده فرمان (۱۹۵۶)
- سینوهه (۱۹۵۴)
- تلاش واپسین (۱۹۵۸)
- مردی که لیبرتی والانس را کشت (۱۹۶۲)
- فریب‌خورده (۱۹۶۴)
- باکس‌کار برتا (۱۹۷۲)
- آخرین سرمایه‌دار بزرگ (۱۹۷۶)
- تیرانداز (۱۹۷۶)
- هیولا در گنجه (۱۹۸۶)

## زندگی شخصی مرگ

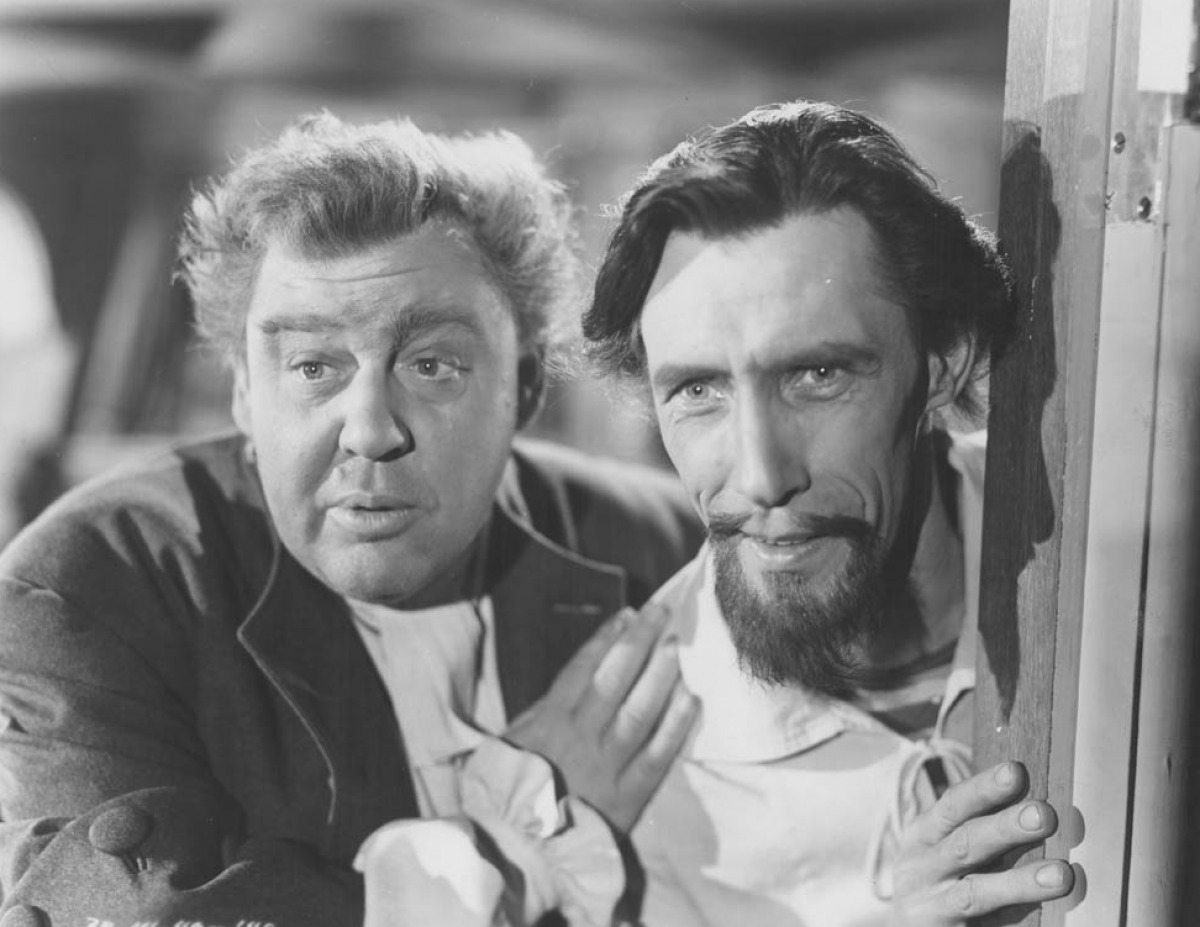
چارلز لاتون و جان کارادین در فیلم کاپیتان کید (۱۹۴۵)

هنگامی که جان کارادین در سال 1957 با دوریس (اروینگ ریچ) گریمشاو  ازدواج کرد ، او قبلاً یک پسر به نام دیل از ازدواج قبلی و یک پسر به نام مایکل از یک رابطه بعدی داشت. هم دیل و هم مایکل، به همراه پسر سونیا سورل، مایکل بوون ، گاهی جزو هشت پسر جان کارادین به حساب می آیند.  او یک تایپیست استودیویی بود که فیلمنامه The Treasure of the Sierra Madre را تایپ کرد و چند نقش در سینما و تلویزیون بازی کرد.  دوریس در سال 1971 در آتش سوزی در آپارتمان خود در Oxnard، کالیفرنیا درگذشت. آتش سوزی ناشی از سوختن سیگار بوده است. او دو هفته قبل از آتش سوزی مشابهی نجات یافته بود. در زمان مرگ کارادین و او از هم جدا شدند.  کارادین برای چهارمین بار، از سال 1975 تا مرگش در سال 1988، با امیلی سیسنروس ازدواج کرد. 